# 色氨酸
色氨酸（英語：Tryptophan, 縮寫Trp或W）是22個標準氨基酸之一，人體不能合成，因此須從食物中汲取，屬於必需氨基酸。其標準遺傳密碼的密碼子編碼為UGG，只有L-立體異構體色氨酸有構造或酶活蛋白質的作用，R-立體異構體則偶爾在自然產生的肽中發現。色氨酸的明顯結構式特徵是一個吲哚官能團。它是血清素（亦称“5-羟色胺”）的前體，血清素是重要的神經递质；此外還能合成菸鹼素。

色氨酸的合成

色氨酸的合成(英文)

### 分離
通過乾酪素的水解，弗雷德里克·霍普金斯於1901年首先報導了色氨酸的分離。由600克的粗乾酪素可以得到4-8克色氨酸。

### 生物合成和工業生產
植物和微生物的合成通常經由莽草酸或茴色氨酸。後者與磷酸核糖焦磷酸(PRPP)會聚，生成焦磷酸作為副產物。核糖基團開環後和接下的還原脫羧，產生吲哚-3-甘油磷酸鹽，反過來又被轉換成吲哚。最後一步，由色氨酸合酶催化經吲哚形成色氨酸和氨基酸絲氨酸。

工業生產色氨酸的也是經由生物合成，運用野生型或遺傳修飾的細菌將絲氨酸和吲哚發酵，這些細菌如解澱粉芽孢桿菌，枯草芽孢桿菌，谷氨酸棒桿菌或大腸桿菌。這些菌株攜帶任一突變防止芳香族氨基酸的再攝取，或多次/過度色氨酸操縱子。該轉換是通過色氨酸合酶催化的。

### 功能

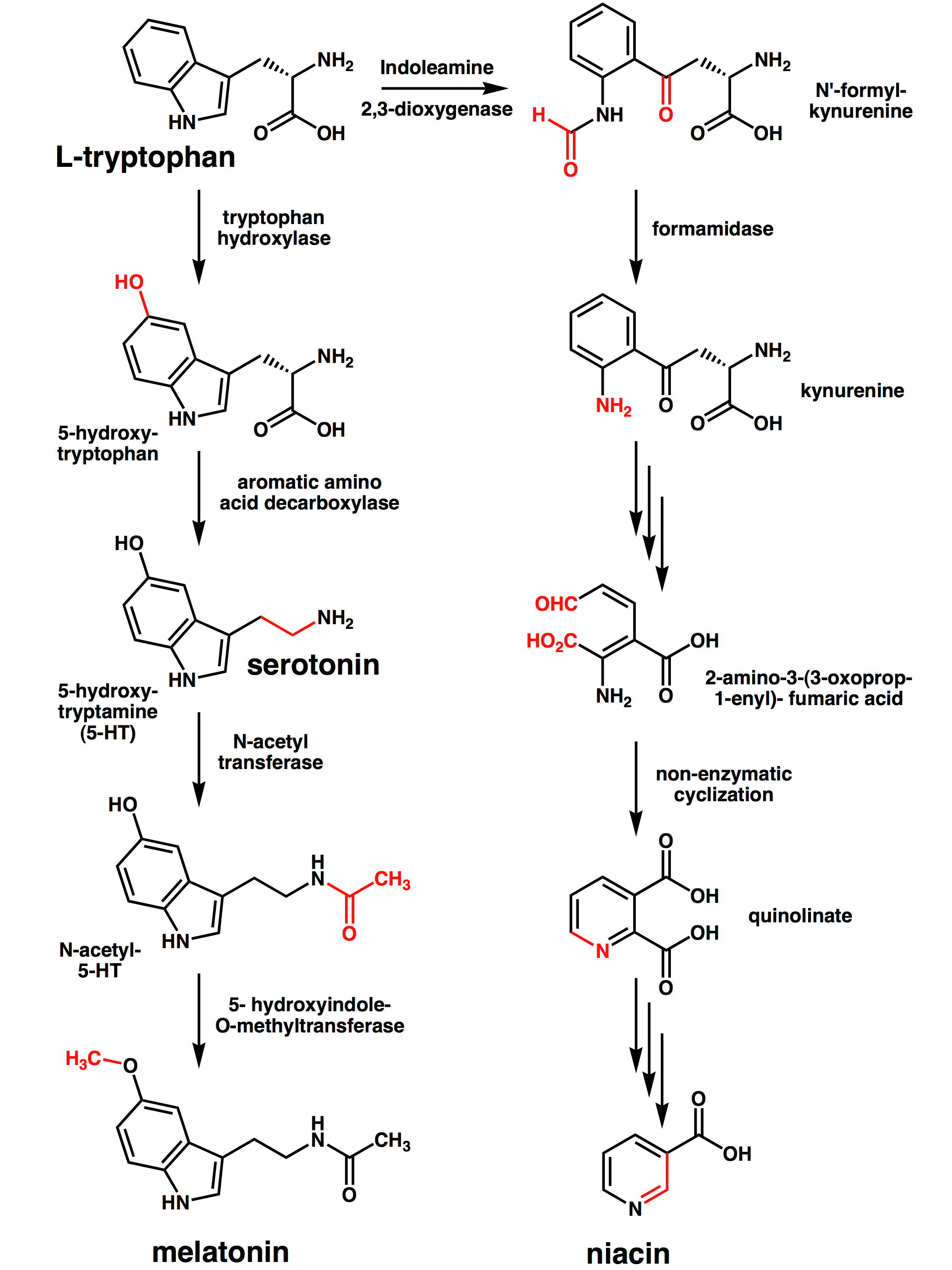
L-色氨酸代謝成血清素和褪黑激素(左)和菸鹼酸(右) 每種化學反應後的轉化官能團以紅色顯示。

對於許多生物(包括人類)，色氨酸是一種必需氨基酸。這意味著，它是人的生命必不可少的，不能由生物體合成的，因此必須成為我們的飲食的一部分。氨基酸，包括色氨酸，作為在蛋白質生物合成的構建物。此外，色氨酸為下列化合物的生化前體，血清素(一種神經遞質)，菸鹼酸，植物生長素(一種植物激素)。果糖吸收不良症導致色氨酸在腸道吸收不正常，造成色氨酸在血液中的濃度降低和抑鬱。在細菌合成色氨酸，這種氨基酸在細胞的高含量，激活一個阻抑蛋白，能夠結合該色氨酸操纵子。結合這種阻抑物到色氨酸操縱子，防止轉錄下游DNA，這酶的代碼參與色氨酸的生物合成。如此高含量色氨酸防止通過負反饋迴路合成色氨酸。當細胞的色氨酸水平降低，來自色氨酸操縱子恢復轉錄。色氨酸操縱子的基因組織從而允許緊密調節和快速反應，改變在細胞的內部和外部的色氨酸水平。

## 食物來源
色氨酸是大多數含蛋白質的食品或膳食蛋白質的一個常規成分。
它在巧克力，燕麥，乾棗，牛奶，酸奶，奶酪，紅肉，蛋類，魚類，家禽，芝麻，鷹嘴豆，葵花籽，南瓜籽，螺旋藻，花生中特別豐富。某些報導稱香蕉含有豐富色胺酸，但食用所含營養成分實際並非如此(香蕉的色胺酸成分集中在香蕉皮與皮上的白色纖維，「香蕉果肉」幾乎不含有色胺酸)。
火雞含有特別高量的色氨酸。色氨酸顯著存在於幾乎所有形式的植物蛋白質中，某些還非常豐富。

### 用作膳食補充劑和藥物
因為色氨酸被轉化成5-羥色氨酸（5-HTP），其後被轉化成神經遞質「血清素」，已提出消耗色氨酸或5-HTP，因此可能通過增加腦中血清素的水平而改善抑鬱症狀。

### 代謝產物
色氨酸的代謝物，5-羥色氨酸(5-HTP)，已被建議作為癲癇和抑鬱症的治療，因為5-HTP容易穿越血-腦屏障，此外迅速脫羧到血清素(5-羥色胺或5-HT)。臨床試驗，血清素具有相對短的半衰期，因為它快速通過單胺氧化酶代謝。由於5-HTP通過肝臟轉化為血清素，從羥色胺對心臟的作用，有可能是心臟瓣膜病一個顯著風險。
色氨酸在歐洲銷售以品牌「Cincofarm」和「Tript-OH」銷售，用於抑鬱症和其他適應症。
在美國5-HTP不需要處方，因為它受到膳食補充劑法案覆蓋。膳食補充劑的質量現在由美國食品和藥物管理局規定，製造商必須向市場的產品，標籤其匹配的成分，而產品的功效是不需要標示。肝臟的主要產物酶色氨酸加氧酶是犬尿氨酸。在1912年菲利克斯埃利希表明酵母攻擊天然氨基酸，基本上是由分裂掉二氧化碳和用羥基取代的氨基。通過該反應，色氨酸產生了能誘導睡眠的色醇。

### 色氨酸補充劑和嗜酸細胞增多 - 肌痛綜合徵
美國於1989年發生一次嗜酸細胞增多 - 肌痛綜合徵(EMS)的大爆發，1500人造成終身殘疾以及至少37人死亡。經過初步調查透露該爆發與攝入色氨酸是聯繫在一起的，在1991年美國食品和藥物管理局(FDA)禁止在美國銷售大多數色氨酸，其他國家也跟進。
然而隨後的流行病學研究查明，該綜合徵是由一個日本廠商，昭和電工供給的L-色氨酸的特定批次有關，它最終的結果是1980年代昭和電工的製造工藝缺陷，微量雜質污染這些批次，而這些雜質是反過來引起1989年嗜酸細胞增多 - 肌痛綜合徵的爆發。這樣的背景下，2001年2月美國食品藥品管理局解除其對銷售和營銷色氨酸限制，但繼續禁止其進口。

### 火雞肉與昏沉感
美國有個常見的說法是：因為火雞肉中含有高含量的色氨酸，所以吃大量火雞肉會導致昏沈嗜睡。然而色氨酸在火雞肉中的量，其實跟其他肉類差不多。此外餐後嗜睡可能更多的是與什麼被消耗，火雞，碳水化合物尤其如此。據已被證明在動物和人類模型，一頓富含碳水化合物的飯，觸發胰島素釋放。胰島素反過來刺激的大的中性支鏈氨基酸(BCAA)的攝取，但不是色氨酸(芳族氨基酸)進入肌肉，在血流中增加色氨酸在(BCAA)的比例。由此產生增加色氨酸比率，降低在大型中性氨基酸傳送的競爭(其傳輸兩者(BCAA)和芳族氨基酸)，從而導致吸收更多的色氨酸，穿過血腦屏障進入腦脊液。一旦在腦脊液，在中縫核色氨酸通過正常酶途徑轉化為血清素。所得的血清素是由松果體進一步代謝成褪黑素。因此，該數據表明，“大餐引起昏睡” - 或餐後嗜睡 - 可能的結果是很大量的飯含有豐富的碳水化合物，這間接增加了生產了促進大腦睡眠的褪黑素。

### 研究
色氨酸會影響大腦血清素的合成，心理學上以純化的形式口服給藥時，用於研究改變血清素濃度。由於給色氨酸缺乏蛋白質的藥技術誘導而產生腦中的血清素低，被稱為“急性色氨酸耗竭”。使用這種方法研究評估血清素對情緒和社會行為的影響，發現血清素可減少侵略性和增加隨和性。
色氨酸是一個重要的固有熒光探針(氨基酸)，它可以用來估計色氨酸的微環境的性質。大多數折疊蛋白的內在的熒光發射，是由於色氨酸殘基的激發。

## 延伸閱讀
- Wood RM, Rilling JK, Sanfey AG, Bhagwagar Z, Rogers RD. . Neuropsychopharmacology. May 2006, 31 (5): 1075–84. PMID 16407905. doi:10.1038/sj.npp.1300932.
- Sturtz R. . The Lidtke letter. 2009: 1  [2014-01-25]. （原始内容存档于2013-12-08）.

## 外部連結
- . KEGG: Kyoto Encyclopedia of Genes and Genomes. 2006-08-23  [2008-04-20]. （原始内容存档于2021-04-15）.
- G.P. Moss. . Nomenclature Committee of the International Union of Biochemistry and Molecular Biology (NC-IUBMB).   [2008-04-20]. （原始内容存档于2003-09-13）.
- G.P. Moss. . Nomenclature Committee of the International Union of Biochemistry and Molecular Biology (NC-IUBMB).   [2008-04-20]. （原始内容存档于2003-09-13）.
- B Mikkelson, DP  Mikkelson. . Urban Legends Reference Pages. Snopes.com. 2007-11-22  [2008-04-20]. （原始内容存档于2019-09-19）.
- Wood RM, Rilling JK, Sanfey AG, Bhagwagar Z, Rogers RD. . Neuropsychopharmacology. 2006, 31 (5): 1075–84. PMID 16407905. doi:10.1038/sj.npp.1300932.
- Ron Sturtz. . Neuropsychopharmacology. 2009: 1  [2014-01-25]. （原始内容存档于2013-12-08）.